# I wojna karlistowska
Wojna karlistowska – trwający w latach 1833–1840 konflikt zbrojny w północnej i północno-wschodniej Hiszpanii pomiędzy wojskami wiernymi rządowi i Izabeli II a siłami popierającymi stryja Izabeli Karola Burbona, hrabiego Molina (karlistami).

## Historia
Wybuch wojny był wypadkową dwóch wydarzeń, które miały znaczny wpływ na polityczną historię Hiszpanii pierwszego trzydziestolecia XIX w. Pierwszym z nich była narastająca od czasu upadku Napoleona I liberalizacja (równoznaczna ze zmniejszeniem znaczenia Kościoła katolickiego) oraz próby centralizacji władzy, a tym samym utraty określonych swobód przez ludność wiejską. Drugim było ustanowienie przez króla Hiszpanii Ferdynanda VII swoim następcą kobiety – swojej niepełnoletniej córki Izabeli. Regentką na czas niepełnoletności tej ostatniej miała zostać jej matka Maria Krystyna. Tym samym od dziedziczenia tronu został odsunięty królewski brat Karol (znany jako Don Carlos), po którego stronie opowiedziała się większość arystokracji oraz ludność wiejska północnych regionów Hiszpanii, a (wraz z dalszymi reformami liberalnymi rządu w Madrycie) także kler – głównie wiejski. Don Carlos reprezentował tendencje konserwatywne, feudalne i decentralizacyjne. Przeciw niemu skierowała się większość burżuazji, oświeceniowa część arystokracji oraz koła wojskowe i urzędnicze, które to grupy nie zamierzając dopuścić do objęcia tronu przez tradycjonalistę, poparły regentkę. Wśród nich ukształtowały się dwa zasadnicze kierunki, określane jako umiarkowani i postępowi.
Za moment wybuchu wojny przyjmuje się dzień 3 października 1833 (cztery dni po śmierci króla Ferdynanda VII), gdy w mieście Talavera de la Reina zgromadzeni tam zwolennicy tradycyjnych, konserwatywnych rządów obwołali królem Karola. Wojna objęła swoim zasięgiem głównie prowincje północnej Hiszpanii – przede wszystkim Baskonię, Nawarrę, Katalonię i Aragonię, choć z racji braku poparcia mieszczan nie objęła większych miast i ograniczyła się do terenów wiejskich. Siły wierne regentce Marii Krystynie wsparły Francja i Wielka Brytania, które udzieliły pomocy finansowej i militarnej (dostarczano broń, Anglicy wystawili korpus ochotników, Francuzi zaangażowali Legię Cudzoziemską, w ramach której funkcjonował także batalion polski). Don Carlosa zaś poparły Rosja, Austria i Prusy, które jednak nie zaangażowały się w konflikt. Po początkowych sukcesach (w dwóch pierwszych latach walk) siły karlistowskie – po śmierci uzdolnionego dowódcy Tomása de Zumalacárregui oraz niepowodzeniu w zdobyciu, obleganego od dłuższego czasu, Bilbao – choć starały się rozszerzyć teren walk (wyprawa do prowincji południowych Miguela Gómeza Damasa w 1836 oraz podejście pod Madryt wojsk pod komendą samego Karola w 1837), od 1838 przeszły do zdecydowanej defensywy. Wojska rządowe pod komendą Baldomero Espartero w sile 100 tysięcy żołnierzy zdecydowanie przeważało nad dysponującymi 32 tysiącami podkomendnymi Karola, co w połączeniu z brutalnymi działaniami tych pierwszych (m.in. palenie całych wsi), pozwoliło na spacyfikowanie ruchu karlistowskiego w północnej Hiszpanii, czego wyrazem było zawarcie 31 sierpnia 1839 tzw. umowy z Vergary pomiędzy Espartero a Rafaelem Maroto, głównodowodzącym wojsk karlistowskich w tym rejonie. Wydarzenie to uznaje się za koniec wojny karlistowskiej, jakkolwiek jeszcze w 1840 trwały walki na obszarze Katalonii z ostatnimi oddziałami karlistów. Sam Don Carlos zmuszony do opuszczenia kraju, udał się do Francji.
W następstwie działań wojennych z lat 1833–1840 zginęło około 100 tysięcy mieszkańców Hiszpanii. Uszczerbek poniosły nie tylko północne prowincje państwa, które musiały podnieść się ze zniszczeń, ale także skarb centralny, z którego wydano znaczne sumy na zdławienie ruchu karlistowskiego i tym samym również rząd popadł w problemy finansowe. Jedynym beneficjentem okazała się armia, która stała się bardzo istotnym czynnikiem politycznym w powojennej historii Hiszpanii. Konflikt przyczynił się także do pojawienia się w historii Hiszpanii karlizmu, rozumianego szerzej jako kontrrewolucyjny ruch polityczny dążący do odrestaurowania tradycyjnej katolickiej monarchii (monarquía tradicional), którego przedstawiciele brali udział w następnych wojnach karlistowskich oraz wojnie domowej z lat 1936–1939.